# Törő Gábor
Törő Gábor (Mór, 1962. március 7. – ) magyar gépészeti technikus, igazgatásszervező, politikus; 2010. május 14. óta a Fidesz – Magyar Polgári Szövetség országgyűlési képviselője. Móron lakik.

## Családja
Nős, felesége Törőné Varga Mónika. Két gyermek (Fanni és Bence) édesapja.

## Életrajz

### Tanulmányai
1986 és 1991 között a Széchenyi István Műszaki Szakképzőiskola gépésztechnikus szakán maturált. 2007 és 2010 között a Nyugat-Magyarországi Egyetem Geoinformatikai Karának igazgatásszervező szakán tanult és diplomázott.

### Politikai pályafutása
1994 és 2014 között Mór helyi önkormányzatának képviselője. 2006 és 2014 között a Fejér Megyei Önkormányzat megyei közgyűlésének elnöke.
2010. május 14. óta a Fidesz – Magyar Polgári Szövetség országgyűlési képviselője a Fejér vármegyei (2022-ig: megyei) 2. számú országgyűlési egyéni választókerületben.